# 대구 파계사 소장 책판 일괄
대구 파계사 소장 책판 일괄(大邱 把溪寺 所藏 冊版 一括)은 대한민국 대구광역시 동구 파계사에 있는 조선시대의 책판이다. 2015년 5월 11일 대구광역시의 문화재자료 제54호로 지정되었다.

## 개요
'대구 파계사 소장 책판 일괄' 중 '수륙무차평등제의촬요(水陸無遮平等齋儀撮要)'는 수륙재(水陸齋)의 제반 의식 절차를 요약한 책으로 마지막 1판이 결판된 점이 아쉽기는 하나 흔치 않은 중요한 자료이다. 1612년에 허균(許筠)의 서문을 넣어서 판각한 ‘청허당대사집(淸虛堂大師集)’은 서산대사인 청허당 휴정(1520-1604)의 문집 책판으로, 결판이 없고 상태가 양호하다. 1806년 판각한 ‘영종대왕원당사적(英宗大王願堂事蹟)’은 조선 왕실의 원당(願堂)인 파계사에 대한 사적을 기록한 책판으로 결판(缺板)이 없는 귀한 자료이다. 1688년 판각한 ‘천자문(千字文)’은 판본의 글씨는 김계(金綮)가 썼고 당시 경상도관찰사 이태연(李泰淵)의 명에 따라 영축(靈笁)이 글자를 새긴 것으로, 결판이 없고 상태가 양호하며 희귀한 자료이다.

## 참고 문헌
- 대구 파계사 소장 책판 일괄 - 국가유산청 국가유산포털